# Circus assimilis
Circus assimilis là một loài chim trong họ Accipitridae.

## Hình ảnh

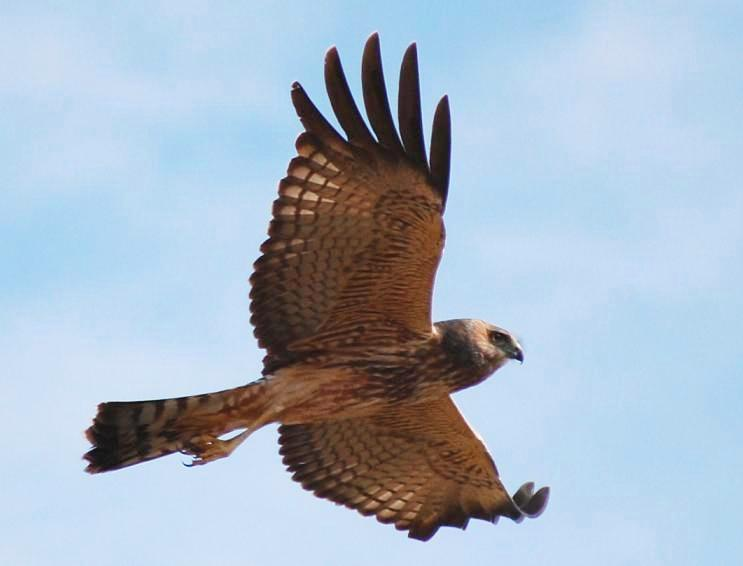
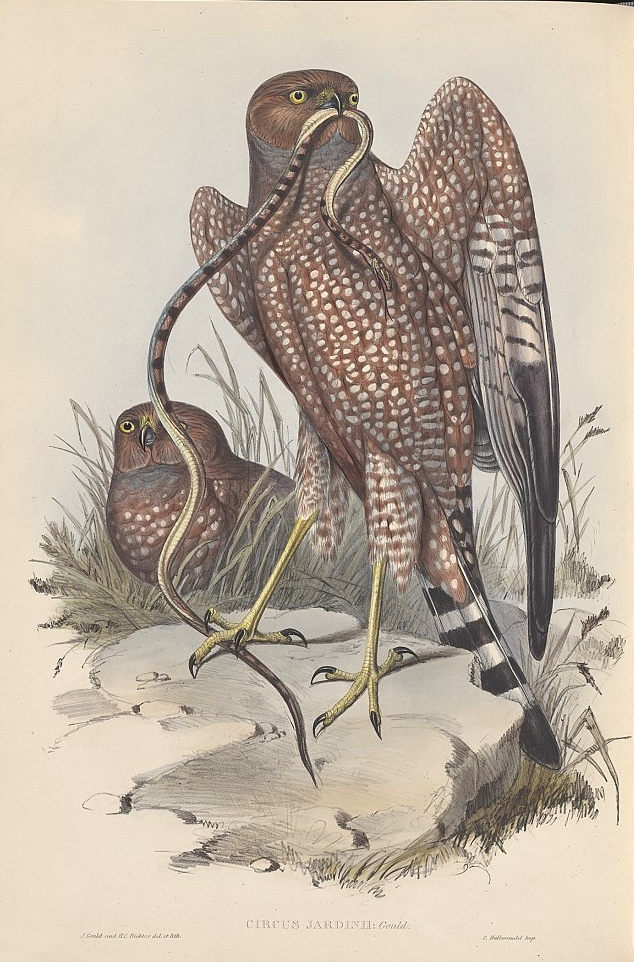
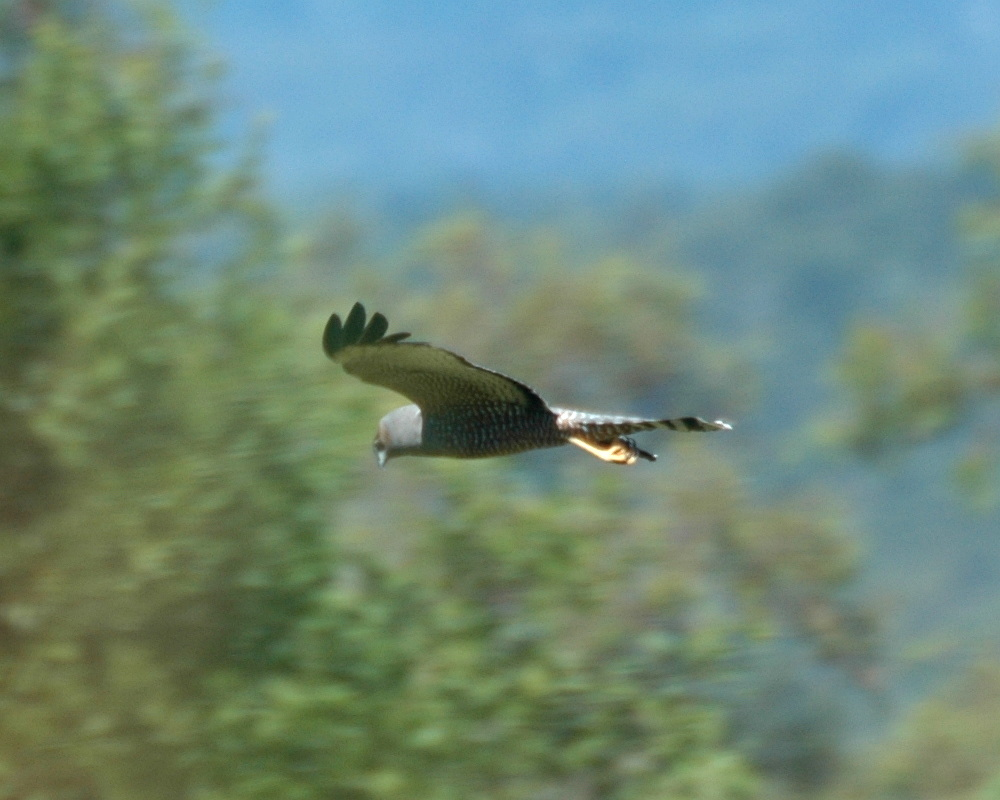
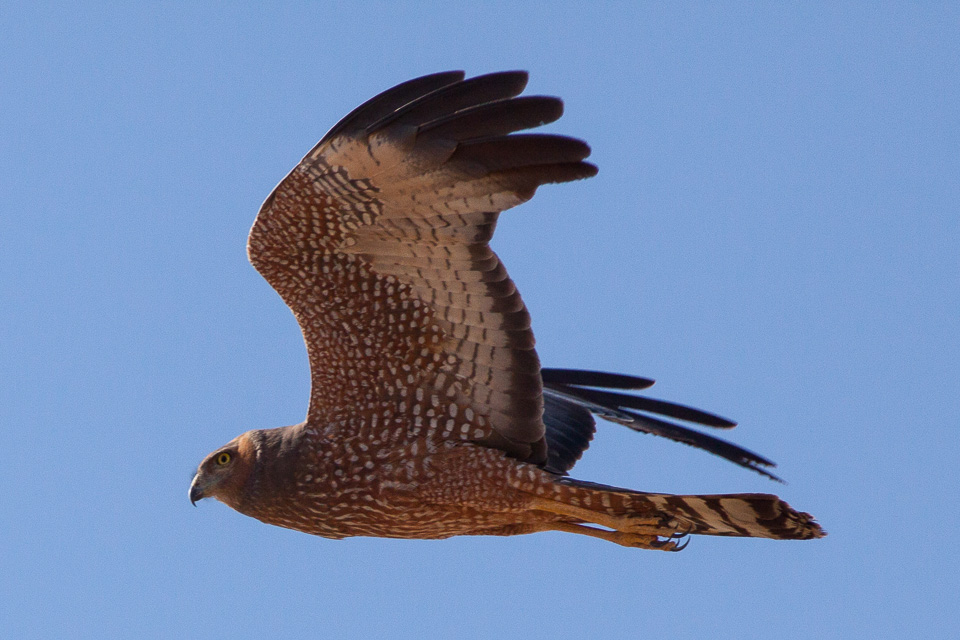